# Perceval o el cuento del Grial

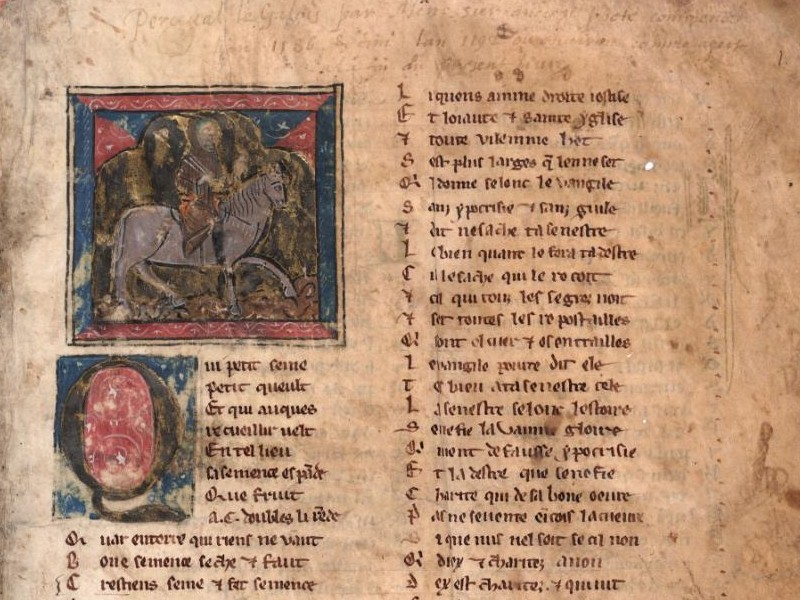
Salida de Perceval (manuscrito de Montpellier).

Perceval o el cuento del Santo Grial (Perceval ou le Conte du Graal, en francés), de Chrétien de Troyes (comenzado a escribir hacia 1180), es el relato que inicia la tradición de la materia caballeresca. Con esta narración, el autor introduce el mundo mítico de la corte del rey Arturo y sus caballeros, que buscan el Grial donde se recogió la sangre de Cristo crucificado. La novela quedó interrumpida por la muerte de su autor, cuando llevaba escritos 9.234 versos, lo que favoreció la aparición de varias continuaciones y exploraciones en este tema literario, como, por ejemplo, el Parzival de Wolfram von Eschenbach.

## Estructura

### Aprendizaje como caballero de Perceval
El protagonista de esta novela es un joven galés llamado Perceval, que destaca por su nobleza, coraje, valentía y buen corazón. Perceval vive con su madre en plena naturaleza y sin contacto alguno con el mundo. Un día se encuentra con unos caballeros y decide unirse a ellos, lo cual hunde a su madre en la tristeza. En la corte del rey Arturo, adonde acude a armarse caballero, le encomiendan que derrote al malvado Caballero Rojo, cosa que Perceval consigue con una lanza. Tras ello, Perceval va al castillo de Gornemant de Gorhaut, un experimentado caballero, con el que aprende con rapidez.

### En el castillo del Grial

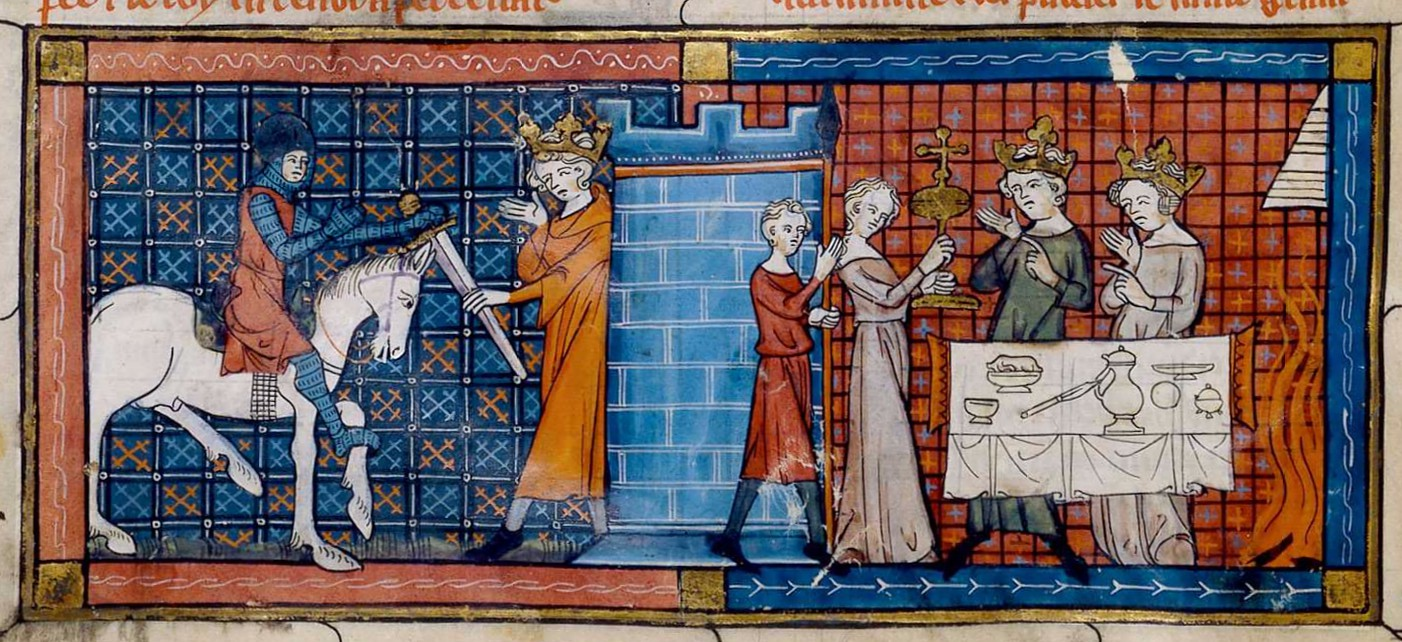
Escenas de la obra (París, Biblioteca Nacional de Francia).

El joven protagonista, ya armado caballero por Gornemant, participa en la defensa del castillo de Belrepeire, donde conoce a la joven Blancaflor, que despierta el amor en él. Tras esto, Perceval va al castillo del Grial, donde habita el Rey Pescador. Durante una cena, ve una extraña procesión, en la que se muestran tres elementos: una lanza, un grial y un plato. Estos tres objetos, así como el hecho de que Perceval no pregunte sobre su significado, están cargados de complejos simbolismos. La lanza representa la Lanza Sagrada, aquella que fue clavada en el cuerpo de Cristo en la cruz; el grial, la copa donde se recogió la sangre de Cristo crucificado; y el plato alude al que se utiliza para la eucaristía. Por otra parte, el silencio de Perceval ante la procesión tendrá terribles consecuencias para el Rey Pescador y para sí mismo, como le explicará su prima al día siguiente.

### Gotas de sangre sobre la nieve

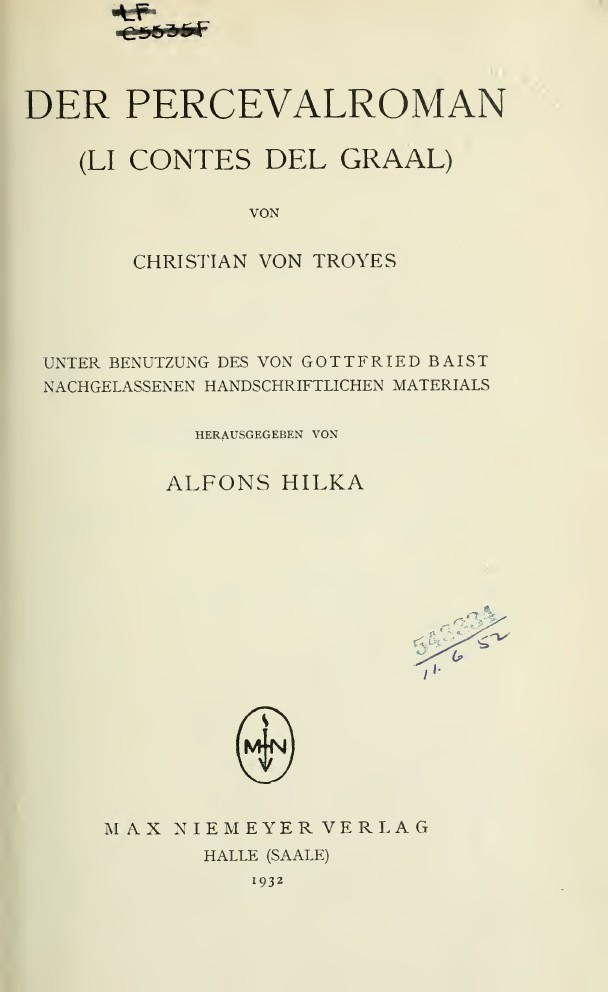
Roman de Perceval, 1932

Perceval continúa sus andanzas y aventuras, algunas de ellas compartidas con Gawain, un caballero que es sobrino del rey Arturo, y que cobra mucho protagonismo en la segunda mitad de la novela. Perceval, como buen caballero, está idílicamente enamorado de la doncella Blancaflor, lo que permite al autor recrearse en hermosos y poéticos pasajes que atestiguan la pasión del protagonista. Pues, como comenta esto, ellos se casan.

### Perceval y el ermitaño
Después de narrar algunas peripecias ocurridas a Gawain, Perceval encuentra a un ermitaño, quien le explica ciertas cosas sobre él y le confirma las palabras de su prima sobre su erróneo comportamiento en el castillo del Grial.

## Adaptación al cine
Si bien ha habido varias adaptaciones al cine de la leyenda artúrica, Éric Rohmer filmó una extraña y bella adaptación de la obra de Chrétien de Troyes en Perceval le Gallois (1978).